# Тунель реальності
Тунель реальності (англ. reality tunnel) — індивідуальне несвідоме упередження, яке складається з лінгвістичних конструкцій та інших символів. Згідно теорії тунелів реальності, кожна людина бачить світ у відповідності з підсвідомим набором ментальних фільтрів, що утворилися з його переконань і досвіду.

## Поява терміна
Першим цей термін вжив Тімоті Лірі, однак пізніше це поняття було розкрито більш докладно Робертом Вілсоном в його книгах «Прометей повсталий» (1983) та «Квантова психологія» (1990), в яких він викладає свою концепцію свідомості як тунелю реальності, яка сформувалася на базі синтезу нейрологічної теорії Т. Лірі з релятивно-квантовими ідеями сучасної фізики, духовними практиками буддизму, а також досягненнями соціобіології.

## Сутність
Кожна людина замкнена у власному тунелі реальності, створеному її мозком. Створення тунелю реальності обумовлюється необхідністю кожної людини в самоорієнтації в навколишньому середовищі і моделюванні власних реальностей, функцією яких є забезпечення ефективного контролю співвідношення задоволення — незадоволення.

### Етапи формування
1. Оральний («Природна Дитина»), в ході якого у людини виробляються відчуття,
2. Емоційний («Пристосована Дитина») — розвивається здатність відчувати,
3. Семантичний («Дорослий», або «Комп'ютер») — розвивається розум.

### Фактори формування

#### Генетика
Оскільки людська ДНК походить від ДНК приматів, вони володіють схожою анатомією, нервовою системою, майже такими ж органами почуттів. ДНК і нейро-сенсорний апарат створює те, що етологи називають німецьким словом umwelt (нім. — um «навколо, біля» і welt — «світ») — навколишній світ, або те, як він сприймається. Більшість тварин сприймає такий тунель реальності їхнього середовища існування, який дозволяє більшій частині особин даного виду жити достатньо довго для продовження роду.

#### Імпринти
Імпринти — зв'язки, які на все життя з'єднують нейрони в рефлексні мережі. Фундаментальні дослідження імпринтування показали, що гуска імпринтує свою матір — тобто починає відрізняти її від інших гусей і прив'язується до неї незабаром після народження.

#### Кондиціонування
Кондиціонер вимагає багаторазових повторень однієї і тієї ж події.

#### Навчання
Як і кондиціонування, навчання вимагає багаторазового повторення, яке, однак, доповнюється мотивацією.

## Схожі ідеї
Ми не сприймаємо речі такими як вони є, ми сприймаємо їх такими якими є ми. – Анаїс Нін
Гарвардський соціолог Толкотт Парсонс використовував слово «тлумачення» щоб позначити те, як свідомість сприймає реальність.  Розуміти світ нас вчать ті, які вже є частиною спільної реальності. Згідно Парсонсу, суспільство — це система, що складається з підсистем, яким відповідають певні негласні правила. 
Меми є іншим джерелом тлумачення; вони передаються від одного розуму до іншого через мову, жести, ритуали або інші імітовані явища." Оскільки ми соціальні істоти, існують причини чому ми приймаємо деякі соціальні течії .
Дослідження Норвуда Расл Хадсона показали, що мозок «фільтрує» інформацію, яку ми отримуємо в результаті наших відчуттів. Подібне «фільтрування» є неусвідомленим і може виявитися під впливом багатьох факторів, таких як біологічні особливості, культура, яка включає в себе виховання і мову спілкування, життєвий досвід, уподобання, система цінностей, патології, психологічний стан та ін.
Американський психолог і парапсихолог Чарльз Тарт в своїй роботі «Пробудження» (1968) став використовувати термін «стан консенсусу» (англ. consensus trans). У своїй роботі він описував, як кожен з нас з самого народження стає частиною «стану» суспільства, в яке потрапляє.

## Критика
Після того, як були написані роботи Роберта Вілсона, що докладно пояснюють значення терміна «тунель реальності», її автора неодноразово звинувачували в надмірному презирстві до фундаменталізму і фундаменталістів. Критики вважали, що він повинен застосувати методики, описані в його книгах, перебуваючи при цьому в «фундаменталістському» тунелі реальності. Його звинувачували в тому, що озлобившись через недостатню увагу до його робіт, він був жорстким і категоричним у своїх аргументах, занадто цинічним і скептичним.

## Вплив на суспільство
Тунель реальності робить великий вплив на життя людини. Гасло «Ви самі створюєте свою реальність» повністю відповідає принципу тунелю реальності. Різноманітність тунелів є величезною еволюційною силою суспільства, оскільки люди, усвідомлюючи їх значення, можуть вчитися у тих, чиї імпринти і навчання дозволяють вдосконалюватися. Важливим є факт існування можливості зміни тунелю реальності. За допомогою спеціальних технік людину можна ввести в стан так званої імпринтної вразливості, коли вона стає підвищено навіюваною, і повністю її перепрограмувати: змінити систему уявлень, свідомість, сприйняття реальності і моделі мислення.
Більшість людей протягом усього свого життя залишаються в тунелі реальності своїх батьків. Так, процес залучення до культури є нічим іншим, як процесом контролю над свідомістю. Відразу після появи на світ дитина піддається контролю свідомості, оскільки починає діяти процес соціалізації.
Не існує жодної пари людей, у яких були б однакові генетичні програми, імпринти, кондиціонування і досвід навчання, а отже і тунелі реальності. Кожна людина живе відповідно до свого тунелю, і з цієї причини в міжособистісних відносинах часто виникає непорозуміння.

Найчастіше конфлікт виникає з помилкового переконання «Мій тунель реальності є єдиним вірним», коли людині доводиться мати справу з іншою людиною, тунель реальності якої також є «єдиним вірним».
— Уилсон Р. А. Квантовая психология. — Ч. 3, гл. 17.
Тунелі реальності збільшують роль особистості в історії, роблять можливими управління і маніпуляції людьми.
Тунель реальності може передаватися через покоління. Його частиною можуть бути проекти, слова, концепції, інструменти, теорії, музика і т. д. Формування тунелів реальності відбувається частково за рахунок символів. Враховуючи, що людські істоти належать до створінь, які використовує символи, такі особистості, як Мойсей, Конфуцій, Будда досі впливають, тому що вони використовували символічні системи. Ці системи включають в себе слова, твори мистецтва, музику, ритуали і «ігри», за допомогою яких передається культура. Ще більшою мірою люди піддаються управлінню з боку винахідників колеса, плуга, алфавіту та ін. Це підтверджує, що ті, хто править символами, формуючи тунель реальності, править людьми. Природа символьного процесу така, що, якщо він вже почався, для людини практично неможливо (не маючи професійних нейрологічних знань) позбутися від створеного ним же або нав'язаного навколишнім середовищем тунелю реальності.